# Europski gospodarski i socijalni odbor
Europski gospodarski i socijalni odbor - EGSO (engleski Economic and Social Committee; francuski Comité économique et social) savjetodavno je tijelo Europske unije sastavljeno od različitih gospodarskih i socijalnih interesnih skupina (poslodavaca, zaposlenika, ostalih organizacija civilnog društva), koje daju mišljenja drugim institucijama, najčešće u sklopu procesa donošenja novih propisa EU. Odbor je ustanovljen Ugovorom iz Rima 1957. s ciljem ujedinjenja različitih gospodarskih i socijalnih interesnih grupa u uspostavi Zajedničkog tržišta.
Odbor od pristupanja Hrvatske broji 350 člana, koji predstavljaju glas organizacija civilnog sektora država članica EU. Članove imenuje Vijeće EU na prijedlog vlada država članica. Članovi su u potpunosti neovisi od svojih vlada. Mandat članovima traje pet godina. U određenim pitanjima, Odbor surađuje s Odborom regija.
Europski parlament, Vijeće i Komisija imaju obvezu konzultirati EGSO o mnogim pitanjima. EGSO svoja mišljenja daje, međutim, ne samo oko tih obveznih savjetovanja, već i na vlastitu inicijativu, o bilo kojoj temi vezanoj za politiku EU za koju smatra da je to potrebno, ali i „istraživačka mišljenja“, kad Komisija, Parlament ili predsjedništvo Europske unije zatraže da EGSO razmotri i da prijedloge u područjima od naročitog značenja za organizirano civilno društvo.
EGSO ima šest sekcija koje su zadužene za pojedina područja te savjetodavnu komisiju:
1. ECO - Ekonomska i monetarna unija, gospodarska i društvena kohezija
2. INT - Jedinstveno tržište, proizvodnja i potrošnja
3. TEN - Promet, energija, infrastruktura te ekonomska i socijalna kohezija
4. REX - Vanjski odnosi
5. NAT - Poljoprivreda, ruralni razvoj i okoliš
6. SOC - Zapošljavanje, društvena pitanja i građanstvo
7. CCMI - Savjetodavna komisija za industrijske promjene
Hrvatska i EGSO
EGSO sudjeluje i u postupku proširenja EU osnivanjem zajedničkih savjetodavnih odbora (ZSO). Oni nadopunjuju institucionalni okvir EU koji se odnosi na svaki Sporazum o stabilizaciji i pridruživanju (SSP) potpisan i ratificiran između EU i zemlje kandidatkinje. Time se organizacijama civilnog društva iz EU i pojedine države omogućuje da prate put te zemlje prema EU nakon početka pregovora o pristupanju. To je platforma za dijalog predstavnika civilnog društva u svrhu rasprave o pitanjima od zajedničkog interesa.
Zajednički savjetodavni odbor EU-Hrvatska osnovan je 2007. godine, a zadnji 13. sastanak održan je 18. lipnja 2013., prije formalnog pristupanja Hrvatske EU.
Nakon pristupanja, Hrvatska ima devet članova u EGSO-u, po tri iz svake grupe (poslodavci, sindikati i ostale organizacije civilnog društva).
Hrvatski članovi Europskog gospodarskog i socijalnog odbora
Vlada Republike Hrvatske na svojoj 81. sjednici održanoj 21. ožujka 2013. godine, imenovala je sljedeće predstavnike u Europski gospodarski i socijalni odbor, a Vijeće EU ih je potvrdilo 1. srpnja 2013.:
Skupina I. - Skupina poslodavaca
- Davor Majetić, Hrvatska udruga poslodavaca (HUP)
- Dragica Martinović Džamonja, Hrvatska gospodarska komora (HGK)
- Violeta Jelić, Hrvatska obrtnička komora (HOK)
Skupina II. - Skupina radnika
- Marija Hanževački, Nezavisni hrvatski sindikati (NHS)
- Anica Milićević-Pezelj, Savez samostalnih sindikata Hrvatske (SSSH)
- Vilim Ribić, Matica hrvatskih sindikata (MHS)
Skupina III. - Skupina Europa raznolikosti
- Lidija Pavić-Rogošić, ODRAZ-Održivi razvoj zajednice / Hrvatska mreža za ruralni razvoj-HMRR
- Marina Škrabalo, GONG / Platforma 112
- Toni Vidan, Zelena akcija / Zeleni forum.
Komunikacijska grupa EGSO-a
EGSO posvećuje pažnju komunikaciji i suradnji s drugim relevantnim organizacijama, tijelima EU te civilnim društvom. Jedna potpredsjednica EGSO-a je zadužena za komunikaciju i vodi Grupu za komunikaciju koju čine zainteresirani članovi. U svakoj je zemlji jedan član dodatno zadužen za komunikaciju. Za Hrvatsku je tu ulogu, na prijedlog članova, preuzela Lidija Pavić-Rogošić.

## Poveznice
- Institucije Europske unije

## Vanjske poveznice
- Službene stranice